# Веркерк, Роб
Роберт (Роб) Веркерк (нидерл. Robert (Rob) Verkerk) — голландский морской офицер. С 2014 по 2017 год — Командующий Королевскими военно-морскими силами Нидерландов и Адмирал Бенилюкса.

## Биография
Роберт (Роб) Веркерк начал свою военную службу в 1978 году, поступив на обучение в Нидерландский Королевский военно-морской колледж (нидерл. Koninklijk Instituut voor de Marine). После окончания курсов для офицеров был зачислен в состав Нидерландского корпуса морских пехотинцев (нидерл. Korps Mariniers) в 1982 году. Дополнительно прошёл «курс подготовки коммандос» (англ. All Arms Commando Course), а также сертификацию инструктора по прыжкам с парашютом. После этого, окончил годичные курсы при факультете экономики и бизнеса при университете Гронингена. На протяжении своей карьеры занимал различные должности от командира взвода и роты, до командующего спецоперациями. В 1995 году был назначен заместителем командующего объединёнными войсками многонациональной бригады Франции/Великобритании/Нидерландов (G3 FR/GB/NL). С 1999 по 2001 год занимал должность руководителя Тренировочного центра морских пехотинцев в Роттердаме. С 2001 по 2003 год — командир Второго морского батальона Королевских военно-морских сил Нидерландов. Как кадровый офицер, Роберт Веркерк занимал различные должности. При штаб-квартире Королевского корпуса морской пехоты Нидерландов — начальник отдела обучения, позже — руководитель Департамента корпоративных коммуникаций. Разрабатывал и внедрял на практике стандарты и нормы обеспечения военно-морских сил, был привлечён к введению в эксплуатацию десантных кораблей док-класса (Landing Platform Dock (LPD)), огневых десантных транспортных кораблей проекта «JSS» (Joint Support Ship) и патрульных кораблей класса «океан» (Oceangoing Patrol Vessels (OPVs)).
В 2014 году на военно-морской базе Ден-Хелдер, состоялась торжественная церемония прощания с прежним командующим Мэтью Борсбомом и назначения нового — Роба Веркерка. Мероприятие проходило под руководством Министра обороны Нидерландов Жанин Хеннис-Плассхарт. Девять голландских кораблей, один бельгийский, а также 670 солдат из Нидерландов, Арубы, Кюрасао и Бельгии участвовали в этой церемонии.

### Образование
- 1972 — 1978 год — старшие классы, второй этап подготовки к институту в системе образования Нидерландов (VWO-B), Groen van Prinsterer College te Den Haag;
- 1978 — 1982 — высшее образование, морской офицер, Koninklijk Instituut voor de Marine;
- 1983 — 1984 — курсы бизнес администрирования, Rijkskuniversiteit Groningen, Bedrijfskunde
- 1998 — 1999 — курсы высшего командного училища для офицеров на руководящие должности в Генеральном штабе, Instituut voor Defensie Leergangen (IDL)[7]

## Деятельность
- Боснийская война — в 1995 году был назначен заместителем командующего объединёнными войсками многонациональной бригады Франции/Великобритании/Нидерландов (G3 FR/GB/NL);
- Война в Афганистане — в 2009 году принимал участие в подготовке личного состава морской пехоты Королевскими военно-морскими силами Нидерландов для последующие отправки в Афганистан;[8]
- Антипиратская операция НАТО — в 2012 году в Канэри-Уорф вместе с моряками нидерландской подводной лодки «HNLMS Bruinvis (S810)» принимал в церемонии награждения медалями НАТО за вклад в борьбу с пиратством[9].